# Kaiserjäger (1928)
Kaiserjäger ist ein 1927 entstandenes, österreichisches Stummfilm-Kriegsmelodram von Hans Otto Löwenstein mit Igo Sym, Mary Kid, Werner Pittschau und Löwenstein selbst in den Hauptrollen.

## Handlung
Fritz Frühauff ist der Name eines feschen Leutnants der k.u.k.-Kaiserjäger. Er liebt die hübsche Varietésängerin Steffi Erler, doch als er glaubt, dass sie ihm fremdgegangen ist, bricht er mit der jungen Frau und wendet sich Ilse, der Tochter eines pensionierten Majors, zu. Die wiederum löst ihm zuliebe ihre Verbindung zu ihrem Liebsten, dem Ingenieur Rieder, den sie auf Wunsch ihrer Eltern heiraten sollte. 1915, die Italiener brechen ihr Bündnis mit Österreich und treten auf der Seite der Entente in den Ersten Weltkrieg ein. Sofort meldet sich Kaiserjäger Fritz an die Front. Steffi, die ihn nicht vergessen konnte, will ihm zum Abschied noch einmal alles Gute wünschen, muss aber sehen, wie Fritz bereits Ilse umarmt.
An der Front treffen der Kaiserjäger und der gleichfalls eingezogene Rieder aufeinander und erfahren durch einen Brief Ilses aus der Heimat, dass sie beide in Beziehung zu ihr standen bzw. noch immer stehen. Dabei geraten die beiden Österreicher heftig aneinander und stürzen beim Zweikampf von einem Felsen. Schwer verletzt, werden beide Männer in ein Spital nach Innsbruck überstellt. Aus lauter Edelmut organisiert Steffi, die Ilse zuliebe auf einen Kampf um Fritzens Herz verzichtet hat, die Überstellung des genesenden Fritz nach Wien, um der kränkelnden Ilse die weite Anreise nach Innsbruck zu ersparen. So können sich beide wieder in die Arme schließen.

## Produktionsnotizen
Kaiserjäger entstand im Herbst 1927 in den österreichischen Alpen sowie in Wien (u. a. Schloss Schönbrunn). Der Film wurde am 2. März 1928 in der österreichischen Hauptstadt uraufgeführt. Die deutsche Premiere erfolgte im selben Jahr. Der Film besaß sieben Akte, verteilt auf etwa 2700 Meter Länge.
Artur Berger entwarf die Filmbauten. Die zur Drehzeit 18-jährige Lizzi Natzler gab hier mit einer kleinen Nebenrolle ihr Filmdebüt.

## Rezeption
Die Österreichische Film-Zeitung schrieb: „Diese in ihrer Einfachheit äußerst wirksame und reizvolle Handlung wird von Hans Otto inszeniert, dessen bekannt geschmackvolle und künstlerische … Regiearbeit ein glänzendes Gelingen des Werkes erwarten läßt.“